# 那艺娜
那艺娜（1967年7月11日—），本名翟革英，中华人民共和国湖北省荆门市钟祥市人，是一名网络红人和歌手。她起初以“@俄罗斯娜娜”的虚拟身份在短视频平台活动，以外国口音和特效换脸技术伪装成俄罗斯人，通过贬损俄罗斯的方式夸赞中国，并唱歌吸引关注，最终以销售俄罗斯商品取得收入。她的身份和行为受到网友质疑，并被中国官方媒体批评，最终账号因违规被抖音封禁。后来，她以“@大中国娜娜”的身份回归，其与抖音网红三梦奇缘和万邦万人迷发生争执的视频在中国大陆男同性恋社群走红，使之成为当地的同志迷因。那艺娜的歌曲爱如火是中国大陆的热门歌曲之一，在爱如火发行后，她的音乐作品与公众活动日益增加。

## 职业生涯

### 假扮俄罗斯人
那艺娜起初以“@俄罗斯娜娜”的虚拟身份在短视频平台活动。在通常的影片中，那艺娜呈现出标准西方人的五官外形，并使用伪装的浓重外国口音说话。她先阐明自己外国人的身份，接着使用俄语向观众问好。然后透过贬损俄罗斯的方式夸赞中国。除此以外，该账号还会分享一些道聽途說的「俄羅斯常識」。在账号运行一段时间后，那艺娜开始通过演唱歌曲的方式取得关注，在唱歌的时候，她的发音标准。随后，她开始直播兜售一些俄罗斯的商品，以获得收入。其销量十分可观。截至2022年4月，“@俄罗斯娜娜”在抖音和快手的关注者分别达到了195万和175万。从粉丝画像来看，该账号的粉丝大多为中老年人。
“@俄罗斯娜娜”在互联网平台进行的活动受到许多网友的质疑。对于口音，有网友发现她无法区分n和l以及平舌和翘舌音，因而怀疑其外国人的身份。对于演唱，网友发现她在演唱不同歌曲时声音不一致，怀疑其假唱。而“@俄罗斯娜娜”的面容也因为畫面怪異，五官模糊，被怀疑使用人工智能技术或相关应用程序的特效換臉成外国人。在某段取消特效的影片中，“@俄罗斯娜娜”被发现是中国面孔，甚至被怀疑其性别是男。2022年4月1日晚间，抖音官方发布公告称那艺娜的抖音账号“@俄罗斯娜娜”因存在“滥用平台道具，仿冒虚假人设，不当获取流量及粉丝的违规现象”，予以無限期封禁的處罰。事发后，那艺娜表示自己之前的行为只是在表演而已。

### 同志迷因
在账号被封禁之后两个月，为避免平台惩罚，那艺娜以“@大中国娜娜”的身份重新回归相关平台。在回归后的影片中，她保留了原本的面部特效，但不再使用外国口音。她的贴文内容和之前类似，但与之前中老年人的粉丝画像不同，她开始吸引了许多男同性恋者的关注。
2022年12月下旬，那艺娜在与同是中国大陆同志迷因的中年女性抖音网红三梦奇缘和万邦万人迷发生争执的视频在当地男同性恋社群走红，被网友戏称为“通讯录春晚”。在视频流传开后，一些网友自称“娜家军”，在线上平台翻跳爱如火。这一迷因让其发行的音乐作品爱如火吸引了众多中国大陆男同性恋社群的听众，开始走红，并在同志酒吧播放。同时，也让那艺娜进一步成为了当地的酷儿明星。而那艺娜加入特效滤镜后的面部相貌加之之前国籍的争议，让她开始被网友评价为类似于滑雪运动员谷爱凌。她还被一些网友质疑是男扮女装，获得了“男女混血”的称号。
2023年9月，那艺娜发布《恨如冰》。此歌曲的命名方式与《爱如火》相似，均为“×如×”，因此此迷因也逐渐得到相应发展，与那艺娜相关的二字词皆可类似变化，如“贝如塔”“张如兵”等。2024年10月起，那艺娜为自己的新歌《坚强笨女人》宣传时多次发出视频，使“笨笨的我，傻傻地活”“坚强的笨女人”等句型也成为新的迷因被广泛使用。

### 歌手生涯
2022年11月，那艺娜推出了歌曲爱如火。起初，歌曲并未迅速获得关注，并且得到了一些负面评价。爱如火在游戏《蛋仔派对》的使用进一步促进了歌曲的传播，也让歌曲走出男同性恋的圈层。许多网友在Bilibili为歌曲制作了鬼畜版本。2023年1月26日，歌曲首次进入QQ音乐内地榜，2月开始，歌曲持续霸榜。截至2024年2月，歌曲在当地各大短視頻平台的總播放量超過20億次。在爱如火发行之后，那艺娜发行了更多音乐作品，
那艺娜的公众活动也日益增加。2023年，她登上了优酷和深圳卫视合作举办的综艺节目《星电音联盟》。2024年，她报名了综艺节目《乘風2024》。2025年5月，那艺娜在杭州的演唱会被曝假唱，在演唱歌曲《苹果香》的时候，背景播放的音频却是童声演唱版本的。那艺娜后续回应称是音频师“放错音频了”，并表示这是在“玩梗互动”。

## 影响与评价
一位叫“@俄罗斯丽莎”的短视频用户自称“@俄罗斯娜娜”的侄女，也用相同的方式取得了百万粉丝。
2022年4月，中国官方媒体中央电视台在其网络平台发文，称那艺娜的行为占用公共资源，消费网友的爱国心，甚至可能引发外事问题。并表示有关平台应该与警方合作追缴其带货所得。《羊城晚报》的然玉认为，“@俄罗斯娜娜”的骗局虽然“已被识破，但孵化这种怪象的土壤若不净化，势必仍会有前赴后继的『假恶丑』在短视频平台上劣币驱逐良币，肆虐收割。”
2023年3月，在歌曲《爱如火》爆火后，汪峰评价这首歌是“功能性的歌曲”，即服务于特定情绪、特定人群的歌曲。

## 音乐作品列表

### 原创单曲
| 发行日期   | 单曲标题         | 作词          | 作曲   | 编曲              | 总策划 |
| ---------- | ---------------- | ------------- | ------ | ----------------- | ------ |
| 2022-11-18 | 爱如火           | 卫婷婷        | 卫婷婷 | 哈魔音乐          |        |
| 2023-04-29 | 书中有黄金       | 计如磊        | 孙扬杰 | 彬薇物种 BeatWin  | 张兵   |
| 2023-05-21 | 爱如火2.0        | 计如磊        | 孙扬杰 | 彬薇物种 BeatWin  | 张兵   |
| 2023-07-27 | 钟祥趣火子       |               | 那艺娜 |                   |        |
| 2023-08-10 | 辛劳一生的爸妈   | 孙扬杰/计如磊 | 孙扬杰 | 子玥音乐/音妳不同 |        |
| 2023-09-15 | 火辣的爱赶紧爱   | 黄杰          | 黄杰   | 沧海音乐          |        |
| 2023-09-19 | 恨如冰           | 姜欣欣        | 姜欣欣 | 伟然/伟伦         | 张兵   |
| 2023-10-18 | 溜达好玩吃肉香   | 姜欣欣        | 姜欣欣 | 海峰/孙潜         | 张兵   |
| 2024-09-20 | 坚强笨女人       | 姜欣欣        | 姜欣欣 |                   | 张兵   |
| 2024-10-22 | 火啦火啦         |               |        |                   |        |
| 2024-11-02 | HOTNANA          | 潇然          | 潇然   | 颖琴思            |        |
| 2024-11-14 | 笨笨的我傻傻的活 | 那艺娜        | 广智   | 黄郑              |        |
| 2024-11-19 | 谢谢钟祥         | 那艺娜        | 广智   | 黄郑              | 张兵   |
| 2024-11-19 | 那是我来时的路   | 那艺娜        | 广智   | 黄郑              | 张兵   |
| 2024-11-28 | 陪我过个冬吧     | 广智          | 广智   | 黄郑              | 张兵   |
| 2024-12-02 | 爱如火（贺岁版） | 广智          | 广智   | 黄郑              | 张兵   |
| 2024-12-18 | 勇敢的孩子       | 广智          | 广智   | 黄郑              | 张兵   |
| 2025-01-09 | 谁能给我爱       | 潇然          | 潇然   | 颖琴思            |        |

### 合作歌曲
| 发行日期   | 单曲标题   | 合作艺术家 | 作词     | 作曲     | 编曲            | 总策划 |
| ---------- | ---------- | ---------- | -------- | -------- | --------------- | ------ |
| 2024-02-13 | 你是我的哥 | 老猫       | 姜欣欣   | 老猫     | DJ默涵          | 张兵   |
| 2024-04-01 | 怦然心动   | 扇宝       | 多喝热水 | 火星漫画 | 小果@JBP Studio |        |

### 翻唱歌曲
| 发行日期   | 标题       | 备注                                   |
| ---------- | ---------- | -------------------------------------- |
| 2024-10-10 | 苹果香     |                                        |
| 2024-11-21 | 烤串舞     |                                        |
| 2024-12-17 | 伤心剖半   |                                        |
| 2025-01-13 | 千年等一回 | MDNF地下城与勇士手游2025新春好运主题曲 |
| 未发行     | 默         |                                        |